# Hylorchilus sumichrasti
Carriça-de-bico-fino ou cambaxirra-de-bico-fino (Hylorchilus sumichrasti) é uma espécie de ave da família Troglodytidae.
É endémica do México.
Os seus habitats naturais são: florestas subtropicais ou tropicais húmidas de baixa altitude e plantações .
Está ameaçada por perda de habitat.